# Mary Lou Williams
Mary Lou Williams, właśc. Mary Elfrieda Scruggs (ur. 8 maja 1910 w Atlancie, zm. 28 maja 1981 w Durham, Karolina Północna) – amerykańska pianistka jazzowa, kompozytorka i aranżerka, jedna z pierwszych kobiet, które odniosły sukces w jazzie. Napisała setki kompozycji i aranżacji oraz nagrała ponad sto płyt (w wersjach 78, 45 i LP). Williams pisała i aranżowała dla Duke'a Ellingtona i Benny'ego Goodmana oraz była przyjaciółką, mentorką i nauczycielką Theloniousa Monka, Charliego Parkera, Milesa Davisa, Tadda Damerona, Buda Powella oraz Dizzy'ego Gillespiego.

## Wczesne lata
Urodziła się jako drugie z jedenaściorga dzieci. Dorastała w dzielnicy East Liberty w Pittsburghu w Pensylwanii. Już od młodości interesował ją fortepian, na którym nauczyła się grać, kiedy miała 3 lata. Grała nawet mimo niezadowolenia sąsiadów, którzy rzucali cegłami w stronę jej domu. Przestali dopiero wtedy, kiedy utalentowana Williams zaczęła występować w ich domach. Już w wieku 6 lat utrzymywała swoich dziesięciu przyrodnich braci i siostry, grając na przyjęciach. Zaczęła występować publicznie w wieku 7 lat, kiedy stała się znana w Pittsburghu jako „The Little Piano Girl” (mała dziewczynka od pianina). Została zawodowym muzykiem w wieku 15 lat. Uważała Lovie Austin za swoją największą inspirację.

## Kariera
W 1922, w wieku 12 lat, wystąpiła w Orpheum Circuit of Theatres. W następnym roku grała z Duke'em Ellingtonem i jego ówczesnym małym zespołem The Washingtonians. Pewnego ranka, kiedy grała z McKinney's Cotton Pickers w Harlem's Rhythm Club, do klubu wszedł na chwilę Louis Armstrong, by jej posłuchać. Williams potem opowiadała: Louis podniósł mnie i pocałował.
W 1926 poślubiła saksofonistę Johna Overtona Williamsa. Poznała go w Cleveland, gdzie występował ze swoją grupą Syncopators. Przeprowadziła się z nim do Memphis w stanie Tennessee. John Williams założył w Memphis zespół, w skład którego wchodziła m.in. Mary grająca na fortepianie. W 1929 19-letnia artystka przejęła prowadzenie zespołu Memphis, bo jej mąż przyjął zaproszenie do zespołu Andy'ego Kirka w Oklahoma City. Williams dołączyła do męża, ale nie grała z jego zespołem. Grupa Andy Kirk's Twelve Clouds of Joy przeniosła się do Tulsa w Oklahomie. Kiedy Williams nie pracowała jako muzyczka, pracowała w firmie pogrzebowej. Kiedy Clouds of Joy zgodziło się na kontrakt w Kansas City w stanie Missouri, Williams dołączyła do męża i zaczęła pojawiać się na próbach zespołu, a także działać jako aranżerka i kompozytorka. Skomponowała takie piosenki jak „Froggy Bottom”, „Walkin 'and Swingin'”, „Little Joe from Chicago”, „Roll 'Em” i „Mary's Idea”.
Williams była aranżerką i pianistką nagrań w Kansas City (1929), Chicago (1930) i Nowym Jorku (1930). Podczas podróży do Chicago nagrała „Drag 'Em” i „Night Life” jako solówki na fortepianie. Imienia „Mary Lou” użyła po sugestii Jacka Kappa z Brunswick Records. Jej płyty sprzedawały się w bardzo szybkim tempie. Wkrótce po sesji nagraniowej została drugą stałą pianistką Kirka, grając koncerty solowe i pracując jako niezależna aranżerka dla Earla Hinesa, Benny'ego Goodmana i Tommy'ego Dorseya. W 1937 we współpracy z Dickiem Wilsonem wyprodukowała In the Groove (Brunswick), a Benny Goodman poprosił ją o napisanie piosenki bluesowej dla jego zespołu. W rezultacie powstał „Roll 'Em”, utwór boogie-woogie oparty na bluesie, będący następstwem udanego „Camel Hop”, nazwanego na cześć sponsora programu radiowego Goodmana, marki papierosów Camel. Goodman próbował podpisać kontrakt na wyłączną współpracę z Williams, ale ta odmówiła. Wolała pracować jako wolny strzelec.
W 1942 Williams, która rozwiodła się z mężem, opuściła The Twelve Clouds of Joy i wróciła do Pittsburgha. Dołączył do niej kolega z zespołu, Harold "Shorty" Baker. Stworzyli sześcioosobowy zespół, w skład którego wchodził m.in. perkusista Art Blakey. Po zaręczynach w Cleveland Baker odszedł z zespołu, by dołączyć do orkiestry Duke'a Ellingtona. Williams dołączyła do zespołu w Nowym Jorku, a następnie wyjechała do Baltimore, gdzie wyszła za mąż za Bakera. Podróżowała z Ellingtonem i zaaranżowała dla niego kilka melodii, w tym „Trumpet No End” (1946), jej własną wersję "Blue Skies" Irvinga Berlina. Namówiła także Wellingtona na wykonanie "Walkin 'and Swingin". W przeciągu roku opuściła Bakera z grupą i wróciła do Nowego Jorku.
Williams przyjęła pracę w Café Society Downtown oraz stworzyła cotygodniowy program radiowy Mary Lou Williams's Piano Workshop w radiu WNEW. Zaczęła mentorować młodszym muzykom bebopowym i z nimi współpracować. Byli to m.in. Dizzy Gillespie i Thelonious Monk. W 1945 skomponowała hit bebopowy „In the Land of Oo-Bla-Dee” dla Gillespie. W tym okresie Monk z dziećmi przychodzili do mojego mieszkania każdego ranka około czwartej lub odbierali mnie z kawiarni po zakończeniu ostatniego koncertu. Graliśmy i wymienialiśmy się pomysłami do południa lub późniejszej pory – wspominała Williams w "Melody Maker".
W 1945 skomponowała klasyczną suitę Zodiac Suite, w której każda z dwunastu części odpowiadała znakom zodiaku i została zadedykowana muzycznym kolegom, w tym Billiemu Holiday i Artowi Tatum. Nagrała ją z Jackiem Parkerem i Alem Lucasem. Wykonała ją 31 grudnia 1945 w Town Hall w Nowym Jorku z orkiestrą i saksofonistą tenorowym Benem Websterem.
W 1952 Williams przyjęła ofertę występu w Anglii i została w Europie na 2 lata. W tym czasie poświęciła się muzyce, ale jednocześnie była wyczerpana psychicznie i fizycznie. Po powrocie do Stanów Zjednoczonych przerwała występy. W 1954 przeszła na katolicyzm. Podczas występu w Paryżu w 1954 nagle odeszła od fortepianu i tak zaczęła się jej trzyletnia przerwa w pracy. Poświęciła się głównie Fundacji Bel Canto, aby pomóc uzależnionym muzykom wrócić do występów. Spędzała kilka godzin na mszy, a poza tym wykorzystała swoje oszczędności oraz pomoc przyjaciół, aby zamienić mieszkanie w Hamilton Heights w dom dla biednych oraz muzyków zmagających się z nałogiem. Przez dłuższy czas zarabiała, prowadząc sklep z używanymi rzeczami w Harlemie i przekazując dochód ze sklepu oraz 10% swojego dochodu potrzebującym muzykom. Przerwa w karierze mogła też zostać wywołana śmiercią długoletniego przyjaciela i ucznia Charliego Parkera (1955), który przez większość życia zmagał się z nałogiem. Ojciec John Crowley i ojciec Anthony nakłonili Williams, by wróciła do grania muzyki. Przekonali ją, że nadal może służyć Bogu i Kościołowi katolickiemu, wykorzystując swój wyjątkowy dar tworzenia. Do powrotu na scenę namówił ją Dizzy Gillespie. Wróciła do pracy, występując z zespołem Dizzy'ego na Newport Jazz Festival w 1957.
W latach 60. XX w. katolicki ksiądz Peter O'Brien został jej bliskim przyjacielem i menadżerem. Oprócz pracy w klubach na Manhattanie Mary Lou grała na uczelniach, założyła własną wytwórnię płytową, zorganizowała Pittsburgh Jazz Festival i występowała w telewizji. W tym okresie koncentrowała się na muzyce sakralnej, hymnach i mszach. Jedna z mszy, Music for Peace, została w 1971 opracowana przez Alvina Aileya i wykonana przez Alvin Ailey Dance Theatre jako Msza Mary Lou. Ailey tak skomentował występ: Jeśli może istnieć Msza Bernsteina, Msza Mozarta, Msza Bacha, dlaczego nie może być Mszy Mary Lou?. To jej najbardziej znane i najlepiej oceniane dzieło. Williams wykonała rewizję Mszy Mary Lou podczas The Dick Cavett Show w 1971. Jednak pierwszym utworem, który skomponowała po przerwie w karierze, była msza Black Christ of the Andes (1963), hymn ku czci peruwiańskiego św. Martina de Porres, a poza tym dwa krótkie utwory, Anima Christi i Praise the Lord. Williams włożyła wiele wysiłku w pracę z chórami młodzieżowymi, aby zaprezentować swoje utwory, w tym Mszę Mary Lou, w katedrze św. Patryka w Nowym Jorku w kwietniu 1975 przed ponad 3 tys. widzów. Był to pierwszy raz, kiedy w kościele grał muzyk jazzowy. Jak pisano w czasopiśmie "Time" w 1964, Mary Lou myśli o sobie jako o „muzyku duszy” – jest to sposób na powiedzenie, że nigdy nie oddala się od melodii i bluesa, ale skromnie radzi sobie w harmonii i rytmie gospel. Williams wystąpiła na Monterey Jazz Festival w 1965 z grupą jazzową.
W latach 70. XX w. jej kariera rozkwitła – wydała wiele albumów, w tym jako pianistka solowa i komentatorka The History of Jazz. Wróciła na Monterey Jazz Festival w 1971. Można ją było również zobaczyć grającą co wieczór w Greenwich Village w The Cookery, nowym klubie prowadzonym przez jej starego szefa z jej czasów w Café Society, Barneya Josephsona.
W Carnegie Hall 17 kwietnia 1977 zagrała koncert na dwa fortepiany z awangardowym pianistą Cecilem Taylorem. Pomimo napięć na scenie między Williams a Taylorem ich występ został wydany na albumie koncertowym zatytułowanym Embraced.
Williams uczyła jazzu dzieci w wieku szkolnym. Następnie przyjęła pracę w Duke University jako artystka rezydentka (1977–1981), nauczając z ojcem O'Brienem historii jazzu i kierując Duke Jazz Ensemble. Występowała także na koncertach i festiwalach, prowadziła praktyki dla młodzieży. W 1978 wystąpiła w Białym Domu dla prezydenta Jimmy'ego Cartera i jego gości. W 1978 brała udział w koncercie Benny'ego Goodmana z okazji 40-lecia Carnegie Hall.

## Ostatnie lata
Jej ostatnie nagranie, Solo Recital (Montreux Jazz Festival, 1978), wydane 3 lata przed jej śmiercią, zawierało mieszankę spirytualiów, ragtime'u, bluesa i swingu, jak również reedycję „Tea for Two” i „Honeysuckle Rose” oraz dwie kompozycje „Little Joe from Chicago” i „What's Your Story Morning Glory”. Inne utwory to „Medley: The Lord Is Heavy”, „Old Fashion Blues”, „Over the Rainbow”, „Offertory Meditation”, „Concerto Alone at Montreux” i „The Man I Love”.
W 1981, w wieku 71 lat, Mary Lou Williams zmarła na raka pęcherza. Dizzy Gillespie, Benny Goodman i Andy Kirk uczestniczyli w jej pogrzebie w kościele św. Ignacego Loyoli. Została pochowana na Calvary Catholic Cemetery w Pittsburghu. W ostatnich latach mówiła: Zrobiłam to, prawda? Przez brud i błoto. Była znana jako „pierwsza dama jazzowego keyboardu”. Williams była jedną z pierwszych kobiet, które odniosły sukces w jazzie.